# Erik Brännström
Erik Brännström (Eksjö, Suecia, 2 de septiembre de 1999) es un jugador profesional sueco de hockey sobre hielo que se desempeña en la posición de defensor izquierdo en Ottawa Senators, equipo de la National Hockey League (NHL).

## Carrera
Fue seleccionado en la primera ronda en la NHL Entry Draft de 2017. En 2018 hizo su debut profesional con el equipo Ottawa Senators, donde lleva jugando seis temporadas.